# Jung Seung-hyun
Jeong Seung-hyun (3 de abril de 1994) é um futebolista profissional sul-coreano que atua como defensor, atualmente defende o Sagan Tosu.

## Carreira
Jeong Seung-hyun começou a carreira no Ulsan Hyundai.

## Seleção
Jeong Seung-hyun fez parte do elenco da Seleção Sul-Coreana de Futebol nas Olimpíadas de 2016. E também esteve presente na Copa do Mundo de 2018, na Rússia.